# Acraea interjecta
Acraea interjecta är en fjärilsart som beskrevs av Eltringham 1912. Acraea interjecta ingår i släktet Acraea och familjen praktfjärilar. Inga underarter finns listade i Catalogue of Life.